# صامويل إيتو
صامويل إيتو فِسْ (بالفرنسية: Samuel Eto’o Fils)‏ مواليد ( 10 مارس 1981 ) هو لاعب كرة قدم كاميروني مُعتزل كان يلعب كمهاجم . في ذروته اعتبر النقاد إيتو أحد أفضل المهاجمين في العالم ،
```
[
7
]
 ويعتبر واحدًا من أعظم اللاعبين الأفارقة على مر التاريخ ، 
[
8
]
 فاز 
بجائزة أفضل لاعب أفريقي في العام
 أربع مرات كرقم قياسي في أعوام 2003 و2004 و2005 و2010.
```

كموهبة واعدة ، انتقل إيتو إلى ريال مدريد وهو في سن السادسة عشر من عمره . بسبب المنافسة في مركزه مع لاعبين أكثر خبرة ، حصل على العديد من فترات الإعارة ، قبل التوقيع مع مايوركا في عام 2000 حيث سجل 70 هدفًا ، أداه المثير للإعجاب جعله ينضم إلى برشلونة في عام 2004 حيث سجل 130 هدفًا في خمسة مواسم وأصبح أيضًا حامل الرقم القياسي لأكبر عدد من المشاركة من قبل اللاعبين الأفارقة في الدوري الإسباني . بعد فوزه بالدوري ثلاث مرات ، كان لاعبًا أساسيًا في هجوم برشلونة ، جنبًا إلى جنب مع رونالدينيو ، عندما فازوا بدوري أبطال أوروبا 2005–06، وسجل إيتو في المباراة النهائية ، وكان جزءًا من ثلاثي الهجوم بجانب ليونيل ميسي وتييري هنري عندما فازو بدوري أبطال أوروبا 2008–09 ، وسجل إيتو مرة أخرى في المباراة النهائية . وهو ثاني لاعب في التاريخ يسجل في نهائيين في دوري أبطال أوروبا . في برشلونة ، حل إيتو في المركز الثالث في جائزة أفضل لاعب في العالم لعام 2005 وتم تسميته اختياره ضمن تشكيلة الفيفا السنوية "فيفبرو" في عامي 2005 و2006 .
في عام 2010 ، وقع مع إنتر ميلان ، حيث أصبح أول لاعب يفوز بالثلاثية في عامين متتاليين وفريقين مختلفين مع برشلونة والإنتر على التوالي . وهو رابع لاعب في تاريخ دوري أبطال أوروبا ، بعد مارسيل ديسايي ، باولو سوزا ، وجيرارد بيكيه ، يفوز بالبطولة في سنتين متتاليتين مع فريقين مختلفين . بعد فترات قصيرة مع أنجي محج قلعة وتشيلسي وإيفرتون وسامبدوريا، وجد إيتو نفسه مرة أخرى في الدوري التركي الممتاز حيث سجل 44 هدفًا في 76 مباراة بالدوري مع أنطاليا سبور. في عام 2015، حصل على جائزة القدم الذهبية.
كلاعب في المنتخب الوطني الكاميروني، كان إيتو جزءًا من الفريق الذي فاز بالميدالية الذهبية في أولمبياد 2000. كما فاز بكأس الأمم الأفريقية في عامي 2000 و2002. وشارك إيتو في أربع بطولات في كأس العالم وستة في كأس الأمم الأفريقية. وهو الهداف التاريخي لكأس الأمم الأفريقية، برصيد 18 هدفا، وهو الهداف التاريخي للكاميرون وثالث أكثر لاعب مشاركة، مع 56 هدفا في 118 مباراة دولية. أعلن إيتو اعتزاله كرة القدم الدولية في أغسطس 2014.
يشغل حالياً منصب رئيس الاتحاد الكاميروني لكرة القدم منذ 2021. وفي 6 فبراير 2024، رفض أعضاء مجلس إدارة الاتحاد الكاميروني لكرة القدم، الاستقالة التي تقدم بها من رئاسة الاتحاد، في أعقاب الخروج المبكر لمنتخب (الأسود غير المروضة) من بطولة كأس الأمم الإفريقية 2023.

## مسيرته الكروية

### بداية المبكرة
- كانت بداية صامويل إيتو في كرة القدم بداية صعبة بعد أن هاجر برفقة أخويه ديفيد وستيفن، ووصل إلى مدينة كاربوناترا في فرنسا. بسبب المشاكل الإدارية، فلم يستطع الذهاب إلى المدرسة أو الالتحاق بمركز تدريب الخاص بنادي باريس سان جيرمان، فعاد إلى الكاميرون وانضم لأكاديمية كانجي للرياضة ومقرها في دوالا العاصمة الاقتصادية والميناء الرئيسي للكاميرون، حيث شوهد من قبل مدربي النادي.[14] وبعد بضعة أشهر استدعي مرة أخرى إلى فرنسا للمشاركة في تجارب بناديي لوهافر وسانت إتيان.

### 2000–1996: مغامرة قصيرة مع ريال مدريد
- في سنة 1996، عاد إيتو لأوروبا ووقع عقدًا مع النادي العملاق ريال مدريد الإسباني، وكان عمره آنذاك 15 عاما وبدأ مسيرته مع ريال مدريد ب.
- بدأ مسيرته الاحترافية مع نادي ليغانيز موسم 1997–1998(دوري الدرجة الثانية الإسبانية)، ولعب 28 مباراة سجل فيها 3 أهداف قبل أن يعود إلى ريال مدريد في موسم 98/99 لكنه لعب مباراة واحدة فقط. فأعير مرة أخرى إلى نادي إسبانيول بين يناير 1999 ويونيو 1999 ولكنه لم يلعب أي مباراة. وعاد مرة أخرى إلى مدريد حيث لم يلعب مباريات كثيرة بسبب تواجد النجم الإسباني الصاعد راؤول وفرناندو موريانتس أو المنضم حديثا نيكولا أنيلكا. وفي يناير 2000، نادي ريال مايوركا أعار إيتو من ريال مدريد لمدة ستة أشهر مع خيار الشراء.

### 2004–2000: أفضل السنوات مع مايوركا
- مع أحقيته لشراء إيتو، أتم النادي الصفقة بقيمة 4.5 مليون أورو، ومنذ موسمه الأول احتل النادي المركز الثالث في الليغا الإسبانية خلف كل من ناديه السابق ريال مدريد وديبورتيفو لاكورونيا وتأهل إلى دوري أبطال أوروبا. وساعد إيتو النادي كثيرا بتسجيله 11 هدفًا. الموسم التالي كان أكثر كارثية للنادي بسبب احتلاله المركز 16 بفارق ثلاث نقاط عن أول الهابطين نادي لاس بالماس، إيتو والذي كان معدل أهدافه ضعيفًا ب6 أهداف فقط وذلك بسبب مشاركته مع المنتخب الكاميروني في مسابقة كأس الأمم الأفريقية.
- في الموسمين التاليين كان النادي متوسط الليغا (المركز 9 و 11) صامويل إيتو سجل 31 هدفًا في 71 مباراة، وفي عام 2003 فاز مايوركا بكأس الملك ضد نادي ريكرياتيفو هويلفا بثنائية إيتو. تميز هذا الموسم بمبارايتين ضد ناديه السابق ريال مدريد، فاز مايوركا في الأولى بالدوري بنتيجة 5–1 (هدف لإيتو)، والأخر فيدور الربع النهائي لمسابقة كأس الملك 4–0 (هدفين لإيتو).
- خلال موسم 2003–04، بلغ فريقه الدور الرابع من كأس الاتحاد الأوروبي. في 2004 بعد أربع سنوات في مايوركا، غادر النادي بعد أن أصبح الهداف التاريخي لها حتى الآن بـ67 هدف.

### 2009–2004: المجد مع برشلونة
- تم انتداب إيتو من طرف برشلونة عام 2004 من مايوركا بقيمة 27 مليون يورو [15]، وشكل ثلاثي هجومي مع الساحر البرازيلي رونالدينيو والفرنسي لودوفيك جيولي.
- في أول موسم له، وسجل إيتو 24 هدفًا في الدوري الإسباني، وأربعة في دوري أبطال أوروبا وحصل على البطولة. انتخب من قبل المشجعين أفضل لاعب في الفريق هذا الموسم في الفترة 2004–2005.
- على الرغم من خيبة الأمل من عدم التأهل مع المنتخب الكاميروني لنهائيات كأس العالم 2006، أصبح إيتو بشيشي (هداف) الدوري الأسباني خلال موسم 2005–06 برصيد 26 هدفًا، 6 في دوري أبطال أوروبا مع الهدف الذي سجله في نهائي دوري أبطال أوروبا ضد نادي أرسنال الإنجليزي.
- خلال موسم 2006–2007، أصيب إيتو خلال لقاء دوري أبطال أوروبا بين نادي برشلونة مع فيردر بريمن الألماني وغاب لخمسة أشهر. وتوقف عداد إيتو بـ11 هدفًا في 19 مباريات في الدوري، لكن برشلونة فقد لقبه لصالح ريال مدريد المنافس وخسر في الجولة الثانية من دوري أبطال أوروبا.
- في صيف 2007، تييري هنري وقع لنادي برشلونة للعب في نفس منصب إيتو الذي أصيب في بداية الموسم خلال مباراة ودية ضد نادي إنتر ميلان الإيطالي. وفي الوقت نفسه، أعلن نادي أي سي ميلان الإيطالي بطل أوروبا عام 2007 أكثر من 60 مليون أورو لجلب إيتو، لكنه رفض العرض وأراد البقاء في إسبانيا. وعاد في الوقت المناسب للمشاركة في كأس الأمم الأفريقية 2008 مع المنتخب الكاميروني.

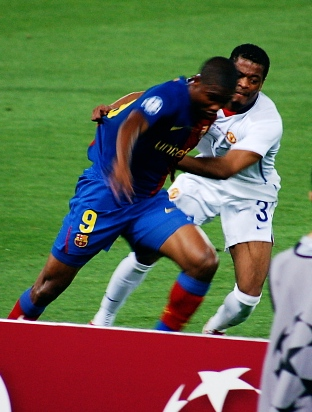
صامويل إيتو ضد باتريس إيفرا لاعب مانشستر يونايتد في نهائي دوري أبطال أوروبا 2009

- لدى عودته للعب في الملاعب الإسبانية أوائل ديسمبر 2007، سجل في دوري أبطال أوروبا ضد شتوتغارت، وبعد ثلاثة أيام سجل هدفين في فالنسيا ضد نادي فالنسيا وانتهى اللقاء ب3–0. أنهى الموسم بعد أن سجل 16 هدفًا في 18 مباراة في الدوري، لكن برشلونة للعام الثاني على التوالي لم يفز بأي كأس.
- في عام 2008، نادي برشلونة عمل الكثير من التغييرات خلال فصل الصيف طلق بالتراضي مع المدرب فرانك ريكارد واستغنى بلاعبه الإسباني السابق جوسيب غوارديولا الذي أدى إلى فسخ النادي لكل من عقدي الساحر البرازيلي رونالدينيو الذي هبط مستواه واللاعب البرتغالي ديكو إلى كل من ناديي أي سي ميلان الإيطالي ونادي تشيلسي الإنجليزي على التوالي بالنظر إلى اعتبارهما مثيران سلبيًا على النادي، ودخل القائمة أيضًا صامويل إيتو والذي أعلنت الفرق الأوروبية سعيها لضمه منها (تشيلسي وأي سي ميلان وليون وتوتنهام)وأكثر غرابة مثل نادي بونيودكور الأوزبكستاني، ولكن إيتو صرح بأنه يرغب باللعب في بطولة أقوى [16]، وبعد تسجيله ل8 أهداف في المباريات الودية قرر جوسيب غوارديولا الإبقاء عليه فقدم موسمًا رائعًا بتسجيله 30 هدفًا في 36 مباراة خلف اللاعب الأورجواياني دييغو فورلان لاعب نادي فياريال.
- يوم 27 مايو سنة 2009 في روما، الكاميروني صامويل إيتو كان واحد من مهندسي فوز نادي برشلونة في نهائي دوري أبطال أوروبا 2009 بهدف في الدقيقة 10 بعد خدمة من إنيستا. وفاز في عام 2009 مع نادي برشلونة بثلاثية تاريخية : البطولة الإسبانية ودوري أبطال أوروبا وكأس إسبانيا وكان جزءا من صانعي الموسم الاستثنائي لنادي برشلونة.
- هو، مع 130 هدفًا في 200 مباراة في جميع المسابقات (0.65 أهداف في المباراة الواحدة)، واحد من أفضل الهدافين في تاريخ نادي برشلونة وراء كل من أمجاد الكرة السابقة للنادي سيزار رودريغيز وباولينو ألكنتارا ولاديسلاو كوبالا وانتخب من طرف إدارة النادي أفضل لاعب حامل رقم "9" في تاريخ النادي.

### 2009–2011: إنتر ميلان
- يوم 27 جويلية 2009، تم انتقال إيتو إلى نادي إنتر ميلان الإيطالي مقابل اللاعب زلاتان إبراهيموفتش و 46 مليون أورو لمدة 5 سنوات بعدما استغنى عنه مدرب البرصا جوسيب غوارديولا [17]، وأعطي الرقم "9" لإيتو، ولعب إيتو المباراة الأولى في نهائي كأس السوبر الإيطالي ولكنه خسرها أمام نادي لاتسيو في العاصمة الصينية بكين.
- سجل أول أهدافه في الدوري الإيطالي من ضربة جزاء ضد نادي باري (1–1)، في 10 أكتوبر 2009 سجل إيتو أول أهدافه الأوروبية مع الإنتر ضد روبين كازان الروسي (2–0).

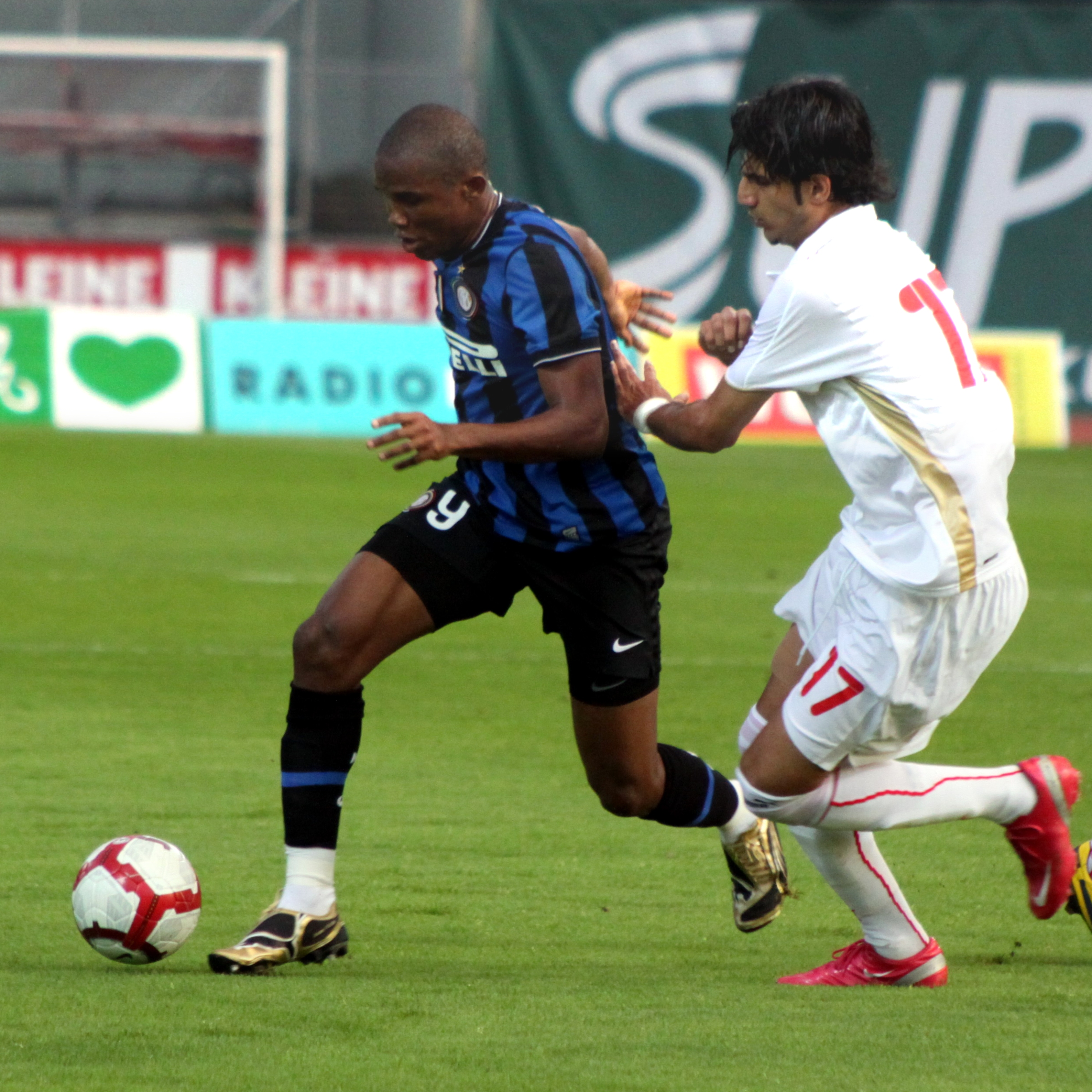
صامويل إيتو بقميص الإنتر

- طوال الموسم، لعب إيتو في الجانب الأيسر من الهجوم سبب تفضيل مدربه البرتغالي جوزيه مورينيو للأرجنتيني دييغو ميليتو في قلب الهجوم في موقف جديد، ولكن إيتو أبان أنه يستطيع اللعب في كل الأمطنة الهجومية والتسجيل أيضًا الأهداف الحاسمة بما في ذلك ضد نادي تشيلسي في ستامفورد بريدج خلال ثمن نهائي دوري أبطال أوروبا لموسم 2009–2010 أو ضد فيورنتينا في الدور نصف النهائي من كأس إيطاليا.
- في 28 أفريل 2010 تقابل صامويل إيتو وإنتر ميلان مع ناديه السابق برشلونة في نصف نهائي دوري أبطال أوروبا وتأهل لثالث نهائي بعد نهائي (2006، 2009) في ظرف خمس سنوات، ولإنتر ميلان منذ 1972.
- في 22 مايو 2010، فاز إنتر ميلان في المسابقة بتغلبه على نادي بايرن ميونيخ الألماني (2–0)، الكاميروني صامويل إيتو أصبح أول لاعب في التاريخ يفوز سنتين على التوالي بالثلاثية مع إثنين من أندية مختلفة (إنتر ميلان وبرشلونة). كما أنه من ضمن القلة من اللاعبين الذين فازوا مرتين متتاليتين بدوري أبطال أوروبا مع ناديين مختلفين.
- سجل إيتو أول هاتريك له مع إنتر ميلان أمام نادي فيردر بريمن الألماني، وهو ثاني لاعب يسجل ثلاثية في دوري أبطال أوروبا بعد اللاعب البرازيلي أدريانو.
- يوم 21 نوفمبر 2010، خلال مباراة في دوري الدرجة الأولى الإيطالي ضد نادي كييفو فيرونا ضرب إيتو لاعبًا من نادي كييفو يسمى بوستيان سيزار بنطحة على الصدر مشابهة لتلك التي ضربها اللاعب الفرنسي زين الدين زيدان ضد اللاعب ماركو ماتيرازي خلال نهائي بطولة كأس العالم لكرة القدم 2006 والتي طرد منها، ولكنه خلافا له لم يطرد بسبب عدم مشاهدة الحكم للقطة ولكنه حرم من المشاركة ثلاث مباريات من الدوري وكذا دفع غرامة قدرها 30.000 €.
- في ديسمبر 2010، حقق إيتو مع ناديه الإنتر كأس العالم للأندية سنة 2010 بعد تسجيل هدف ومساعدة باديف في الهدف الثاني لتنتهي (3–0).
- ساهم صامويل إيتو في تتويج نادي الإنتر بلقب كأس إيطاليا سنة 2011 بعد تسجيله هدفين من أصل ثلاثة قادتهم إلى منصة التتويج على نادي باليرمو.

### أنجي محج قلعة
في 23 أغسطس 2011، توصل النادي الروسي أنجي محج قلعة إلى اتفاق مع إنتر ميلان للتوقيع مع إيتو في صفقة لمدة ثلاث سنوات جعلت منه اللاعب الأعلى أجراً في العالم، براتب قدره 20 مليون يورو (بعد الضرائب) لكل موسم.

### تشيلسي
في 29 أغسطس 2013، وقع إيتو عقدًا لمدة عام واحد مع تشيلسي في الدوري الإنجليزي الممتاز مقابل رسوم لم يُعلن عنها.

### إيفرتون
انتهى عقد إيتو مع تشيلسي في نهاية موسم 2013–14، وفي 26 أغسطس 2014، انضم إلى منافسهم في الدوري الإنجليزي الممتاز إيفرتون، حيث وقع عقدًا لمدة عامين.

### سامبدوريا
في 27 يناير 2015، عاد إيتو إلى الدوري الإيطالي، وانضم إلى سامبدوريا في صفقة لمدة عامين ونصف.

### أنطاليا سبور
في 25 يونيو 2015، انتقل إيتو إلى أنطاليا سبور في الدوري التركي الممتاز بعقد مدته ثلاث سنوات.

### قونيا سبور
في 31 يناير 2018، بعد مغادرة أنطاليا سبور بالاتفاق المتبادل، انضم إيتو إلى منافسهم في الدوري التركي قونيا سبور بعقد لمدة عامين ونصف.

### نادي قطر
وقع في نادي قطر في أغسطس 2018. في فبراير 2019 قال إنه يرغب في مواصلة اللعب لعام آخر.

### الاعتزال
في 7 سبتمبر 2019، أعلن إيتو اعتزاله كرة القدم.

## الإحصائيات

### النادي
| النادي           | الموسم            | الدوري                       | الدوري | الدوري  | الكأس  | الكأس   | أوروبا | أوروبا  | أخرى   | أخرى    | المجموع | المجموع |
| النادي           | الموسم            | الدرجة                       | الظهور | الأهداف | الظهور | الأهداف | الظهور | الأهداف | الظهور | الأهداف | الظهور  | الأهداف |
| ---------------- | ----------------- | ---------------------------- | ------ | ------- | ------ | ------- | ------ | ------- | ------ | ------- | ------- | ------- |
| ليغانيس (إعارة)  | 1997–98           | دوري الدرجة الثانية الإسباني | 28     | 3       | 2      | 1       | 0      | 0       | —      | —       | 30      | 4       |
| ليغانيس (إعارة)  | المجموع           | المجموع                      | 28     | 3       | 2      | 1       | 0      | 0       | —      | —       | 30      | 4       |
| ريال مدريد       | 1998–99           | الدوري الإسباني              | 1      | 0       | 0      | 0       | 0      | 0       | —      | —       | 1       | 0       |
| ريال مدريد       | 1999–2000         | الدوري الإسباني              | 2      | 0       | 0      | 0       | 3      | 0       | 1      | 0       | 6       | 0       |
| ريال مدريد       | المجموع           | المجموع                      | 3      | 0       | 0      | 0       | 3      | 0       | 1      | 0       | 7       | 0       |
| إسبانيول (إعارة) | 1998–99           | الدوري الإسباني              | 0      | 0       | 1      | 0       | 0      | 0       | —      | —       | 1       | 0       |
| إسبانيول (إعارة) | المجموع           | المجموع                      | 0      | 0       | 1      | 0       | 0      | 0       | —      | —       | 1       | 0       |
| مايوركا          | 1999–2000 (إعارة) | الدوري الإسباني              | 13     | 6       | 0      | 0       | —      | —       | —      | —       | 13      | 6       |
| مايوركا          | 2000–01           | الدوري الإسباني              | 28     | 11      | 5      | 2       | –      | –       | –      | –       | 33      | 13      |
| مايوركا          | 2001–02           | الدوري الإسباني              | 30     | 6       | 1      | 1       | 9      | 3       | –      | –       | 40      | 10      |
| مايوركا          | 2002–03           | الدوري الإسباني              | 30     | 14      | 6      | 5       | 0      | 0       | –      | –       | 36      | 19      |
| مايوركا          | 2003–04           | الدوري الإسباني              | 32     | 17      | 2      | 0       | 7      | 4       | 2      | 1       | 43      | 22      |
| مايوركا          | المجموع           | المجموع                      | 133    | 54      | 14     | 8       | 16     | 7       | 2      | 1       | 165     | 70      |
| برشلونة          | 2004–05           | الدوري الإسباني              | 37     | 25      | 1      | 0       | 7      | 4       | —      | —       | 45      | 29      |
| برشلونة          | 2005–06           | الدوري الإسباني              | 34     | 26      | 0      | 0       | 11     | 6       | 2      | 2       | 47      | 34      |
| برشلونة          | 2006–07           | الدوري الإسباني              | 19     | 11      | 2      | 1       | 3      | 1       | 3      | 0       | 27      | 13      |
| برشلونة          | 2007–08           | الدوري الإسباني              | 18     | 16      | 3      | 1       | 7      | 1       | —      | —       | 28      | 18      |
| برشلونة          | 2008–09           | الدوري الإسباني              | 36     | 30      | 4      | 0       | 12     | 6       | —      | —       | 52      | 36      |
| برشلونة          | المجموع           | المجموع                      | 144    | 108     | 10     | 2       | 40     | 18      | 5      | 2       | 199     | 130     |
| إنتر ميلان       | 2009–10           | الدوري الإيطالي              | 32     | 12      | 2      | 1       | 13     | 2       | 1      | 1       | 48      | 16      |
| إنتر ميلان       | 2010–11           | الدوري الإيطالي              | 35     | 21      | 4      | 5       | 10     | 8       | 4      | 3       | 53      | 37      |
| إنتر ميلان       | 2011–12           | الدوري الإيطالي              | 0      | 0       | 0      | 0       | 0      | 0       | 1      | 0       | 1       | 0       |
| إنتر ميلان       | المجموع           | المجموع                      | 67     | 33      | 6      | 6       | 23     | 10      | 6      | 4       | 102     | 53      |
| أنجي محج قلعة    | 2011–12           | الدوري الروسي                | 22     | 13      | 1      | 0       | 0      | 0       | —      | —       | 23      | 13      |
| أنجي محج قلعة    | 2012–13           | الدوري الروسي                | 25     | 10      | 3      | 2       | 16     | 9       | –      | –       | 44      | 21      |
| أنجي محج قلعة    | 2013–14           | الدوري الروسي                | 6      | 2       | 0      | 0       | 0      | 0       | –      | –       | 6       | 2       |
| أنجي محج قلعة    | المجموع           | المجموع                      | 53     | 25      | 4      | 2       | 16     | 9       | —      | —       | 73      | 36      |
| تشيلسي           | 2013–14           | الدوري الإنجليزي             | 21     | 9       | 3      | 0       | 9      | 3       | 2      | 0       | 35      | 12      |
| تشيلسي           | المجموع           | المجموع                      | 21     | 9       | 3      | 0       | 9      | 3       | 2      | 0       | 35      | 12      |
| إيفرتون          | 2014–15           | الدوري الإنجليزي             | 14     | 3       | 1      | 0       | 4      | 1       | 1      | 0       | 20      | 4       |
| إيفرتون          | المجموع           | المجموع                      | 14     | 3       | 1      | 0       | 4      | 1       | 1      | 0       | 20      | 4       |
| سامبدوريا        | 2014–15           | الدوري الإيطالي              | 18     | 2       | —      | —       | –      | –       | –      | –       | 18      | 2       |
| سامبدوريا        | المجموع           | المجموع                      | 18     | 2       | —      | —       | —      | —       | –      | –       | 18      | 2       |
| أنطاليا سبور     | 2015–16           | الدوري التركي                | 31     | 20      | 1      | 0       | —      | —       | –      | –       | 32      | 20      |
| أنطاليا سبور     | 2016–17           | الدوري التركي                | 30     | 18      | 0      | 0       | –      | –       | –      | –       | 30      | 18      |
| أنطاليا سبور     | 2017–18           | الدوري التركي                | 15     | 6       | 0      | 0       | –      | –       | –      | –       | 15      | 6       |
| أنطاليا سبور     | المجموع           | المجموع                      | 76     | 44      | 1      | 0       | —      | —       | –      | –       | 77      | 44      |
| قونيا سبور       | 2017–18           | الدوري التركي                | 17     | 6       | 1      | 0       | —      | —       | –      | –       | 18      | 6       |
| قونيا سبور       | المجموع           | المجموع                      | 13     | 6       | 1      | 0       | —      | —       | –      | –       | 14      | 6       |
| قطر              | 2018–19           | دوري نجوم قطر                | 17     | 6       | 3      | 3       | —      | —       | 3      | 1       | 23      | 10      |
| قطر              | المجموع           | المجموع                      | 17     | 6       | 3      | 3       | —      | —       | 3      | 1       | 23      | 10      |
| الإجمالي         | الإجمالي          | الإجمالي                     | 587    | 293     | 46     | 22      | 111    | 48      | 20     | 8       | 764     | 371     |

المصدر:

### المنتخب
| الكاميرون | الكاميرون | الكاميرون |
| العام     | الظهور    | الأهداف   |
| --------- | --------- | --------- |
| 1997      | 3         | 0         |
| 1998      | 5         | 0         |
| 1999      | 1         | 0         |
| 2000      | 9         | 5         |
| 2001      | 9         | 2         |
| 2002      | 13        | 5         |
| 2003      | 7         | 2         |
| 2004      | 9         | 4         |
| 2005      | 6         | 1         |
| 2006      | 5         | 5         |
| 2007      | 3         | 1         |
| 2008      | 11        | 11        |
| 2009      | 8         | 5         |
| 2010      | 12        | 8         |
| 2011      | 9         | 4         |
| 2012      | 2         | 0         |
| 2013      | 4         | 2         |
| 2014      | 3         | 1         |
| المجموع   | 118       | 56        |

المصدر:

### كمدرب
| الفريق       | من            | إلى          | السجل | السجل | السجل | السجل | السجل  | السجل  |
| الفريق       | من            | إلى          | ل     | ف     | ت     | خ     | فوز %  | م.     |
| ------------ | ------------- | ------------ | ----- | ----- | ----- | ----- | ------ | ------ |
| أنطاليا سبور | 7 ديسمبر 2015 | 6 يناير 2016 | 5     | 2     | 1     | 2     | 040٫00 | [ 35 ] |
| المجموع      | المجموع       | المجموع      | 5     | 2     | 1     | 2     | 040٫00 | —      |

## الإنجازات

### النادي
مايوركا
- كأس ملك إسبانيا: 2002–03

 برشلونة

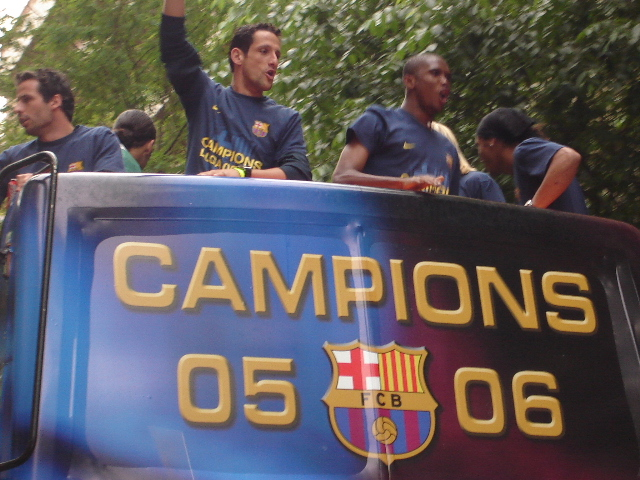
إيتو وجوليانو بيليتي يحتفلان بعد الفوز بلقب الدوري الإسباني 2005–06 في برشلونة

- الدوري الإسباني: 2004–05، 2005–06، 2008–09
- كأس ملك إسبانيا: 2008–09
- كأس السوبر الإسباني: 2005، 2006
- دوري أبطال أوروبا: 2005–06، 2008–09

 إنتر ميلان
- الدوري الإيطالي: 2009–10
- كأس إيطاليا: 2009–10، 2010–11
- كأس السوبر الإيطالي: 2010
- دوري أبطال أوروبا: 2009–10
- كأس العالم للأندية: 2010

### المنتخب
الكاميرون
- كأس الأمم الأفريقية: 2000، 2002
- الميدالية الذهبية الأولمبية: 2000

### الفردية
- جائزة أفضل لاعب أفريقي شاب: 2000[38]
- جائزة أفضل لاعب أفريقي خلال العام: 2003، 2004، 2005، 2010[39]
- فريق العام من وسائل الإعلام الرياضية الأوروبية: 2004–05، 2005–06، 2008–09، 2010–11[40]
- جائزة أفضل لاعب كرة قدم في العالم الجائزة البرونزية: 2005[41]
- فيفبرو: 2005، 2006[42][43]
- جائزة اليويفا لأفضل فريق: 2005، 2006[37]
- تشكيلة العام من الكاف: 2005، 2006، 2008، 2009، 2010، 2011
- جائزة بيتشيشي: 2005–06[44]
- دوري أبطال أوروبا أفضل مُمرر تمريرات حاسمة: 2005–06[45]
- كأس الأمم الأفريقية الهداف: 2006، 2008[46][47]
- أفضل مهاجم من الاتحاد الأوروبي لكرة القدم: 2006[37]
- كأس العالم للأندية الكرة الذهبية: 2010[48]
- كأس إيطاليا الهداف: 2010–11[49]
- الدوري الروسي الممتاز جائزة اللاعب الأكثر قيمة: 2012–13[50]
- جائزة القدم الذهبية: 2015[51]
- جوائز جلوب سوكر: 2016[52]

### الأرقام القياسية
- الهداف التاريخي لكأس الأمم الأفريقية[53]
- الهداف التاريخي لمايوركا[53]
- الهداف التاريخي للكاميرون[54]

## وصلات خارجية
- صامويل إيتو على موقع IMDb (الإنجليزية)
- صامويل إيتو على موقع الموسوعة البريطانية (الإنجليزية)
- صامويل إيتو على موقع قاعدة بيانات الفيلم (الإنجليزية)

- صامويل إيتو على موقع الاتحاد الدولي (مؤرشف)  (الإنجليزية)
- صامويل إيتو على موقع الاتحاد الأوربي (الإنجليزية)
- صامويل إيتو على موقع اتحاد تركيا (لاعب) (الإنجليزية)
- صامويل إيتو على موقع قاعدة بيانات كرة القدم.إي يو (الإنجليزية)
- صامويل إيتو على موقع بيانات كرة القدم. دي إي (الألمانية)
- صامويل إيتو على موقع ليكيب (الفرنسية)
- صامويل إيتو على موقع ناشيونال فوتبول تيمز (الإنجليزية)
- صامويل إيتو على موقع Soccerbase.com (لاعب) (الإنجليزية)
- صامويل إيتو على موقع Soccerway.com (الإنجليزية)
- صامويل إيتو على موقع عالم كرة القدم.نت (الإنجليزية)
- إحصاءات إيتو
- الموقع الرسمي لللاعب